# كورتيس ريد (لاعب كرة قدم أسترالية)
كورتيس ريد (بالإنجليزية: Curtis Reid)‏ هو لاعب كرة قدم أسترالية أسترالي، ولد في 25 أبريل 1876 في Tarrawingee, Victoria ‏ في أستراليا، وتوفي في 12 مايو 1912 في تشارليفيل في أستراليا.

## وصلات خارجية
- كورتيس ريد على موقع AustralianFootball.com (الإنجليزية)
- كورتيس ريد على موقع AFLtables.com (الإنجليزية)